# All Ages: The Boston Hardcore Film
Pour plus de détails, voir Fiche technique et Distribution.
All Ages: The Boston Hardcore Film est un film documentaire américain réalisé par Drew Stone (en) sorti en 2012.
Le film raconte l'histoire des premiers groupe de punk hardcore de Boston : Deep Wound, DYS, Gang Green, Impact Unit, Jerry's Kids, Negative FX, SS Decontrol, The Freeze (en), The F.U.'s...

## Synopsis
Le film explore les débuts de la scène musicale du punk hardcore de Boston des années 1981 à 1984 et s'intéresse aux aspects sociaux et communautaires de cette époque, la communauté, la culture, le straight edge et l'éthique Do it yourself de l'époque. Il y a plus de cinquante interviews, des séquences inédites de concerts, des photographies rares et des dramatisations.
Les personnes interrogées sont l'écrivain Michael Patrick MacDonald, l'actrice Christine Elise, le manager Jonathan Anastas (en), le rédacteur en chef du magazine de skateboard Thrasher Jake Phelps, le réalisateur du film American Hardcore Paul Rachman, Steev Riccardo et le propriétaire du magasin de disque Newbury Comics (en) Michael Dreese.

## Fiche technique
- Titre : All Ages: The Boston Hardcore Film
- Réalisation : Drew Stone (en)
- Scénario : Drew Stone
- Photographie : Matt Garland, Evan B. Stone
- Montage : Alan Dubin, Drew Stone
- Production : Katie Goldman
- Société de production : Gallery East Productions, Stone Films NY
- Pays d'origine :  États-Unis
- Langue : anglais
- Format : Couleur - 1,33:1 - Mono - 35 mm
- Genre : Documentaire
- Durée : 85 minutes
- Dates de sortie :
  -  États-Unis : 27 avril 2012.

## Production
Le film est tourné et monté sur une période de trois ans, avec de nombreuses affiches et photos résultant d'une campagne Facebook pour rassembler des images d'archives couplées à des soirées de numérisation au West End Museum (en). La majorité des entretiens sont tournés à l'université Suffolk. Le film comprend plus de 120 images du photographe Phil In Phlash, dont les photographies servent pour la couverture des deux premiers compilations de punk hardcore de Boston, This Is Boston, Not L.A. (en) et The Kids Will Have Their Say (en).
La première du film a lieu lors du festival du cinéma indépendant de Boston.

## Bande originale
- 1. How Much Art - SS Decontrol
- 2. More Than Fashion - DYS
- 3. I Don't Belong - Jerry's Kids
- 4. Time Bomb - The Freeze
- 5. We Don't Need It - Jerry's Kids
- 6. Not Normal - SS Decontrol
- 7. Complain - Impact Unit
- 8. Is This My World? - Jerry's Kids
- 9. F.U. - The F.U.'s
- 10. My Friend The Pit - Impact Unit
- 11. More Than Fashion - DYS
- 12. This Is Boston Not LA - The Freeze
- 13. Stand Proud - DYS
- 14. Have Fun - Gang Green
- 15. Slam - Decadence
- 16. Now Or Never - The Freeze
- 17. Sick of Fun - Deep Wound
- 18. Snob - Gang Green
- 19. Straight Jacket - Jerry's Kids
- 20. Night Stalker - Impact Unit
- 21. Hazardous Waste - Negative FX
- 22. Young Fast Iranians - The F.U.'s
- 23. Trouble If You Hide - The Freeze
- 24. Brotherhood - DYS
- 25. My Machine Gun - Jerry's Kids